# Wigerik
Wigerik (Duits: Wigerich) (886 - tussen 916-919) was paltsgraaf van Lotharingen en stamvader van het Huis Ardennen.

## Levensloop

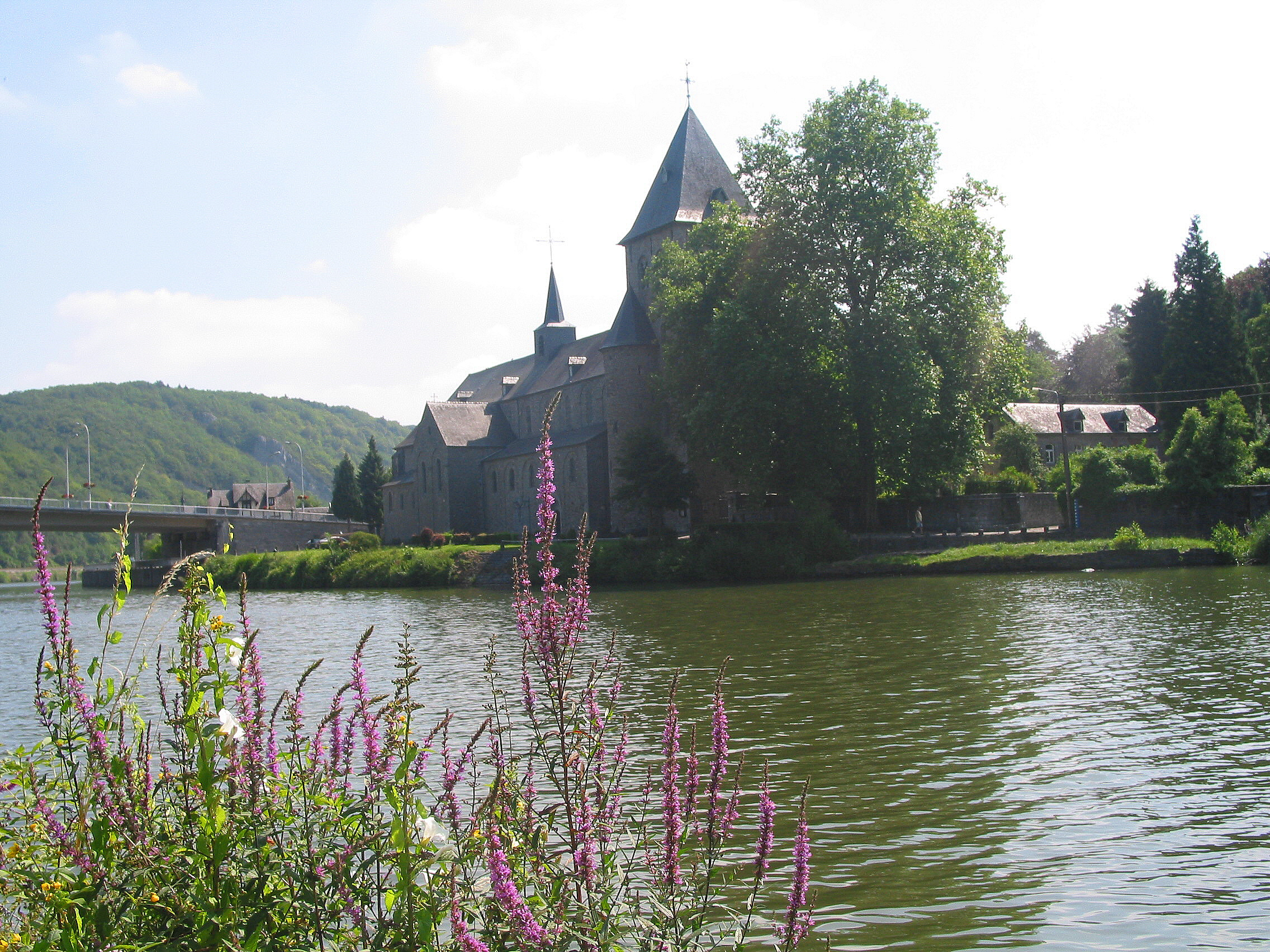
De Sint-Hadelinusabdij te Hastière, stichting van paltsgraaf Wigerik

Wigerik was graaf van Trier, de Bidgouw en de Ardennengouw, en voogd van de Sint-Rumoldusabdij van Mechelen. Hij was ook stichter en voogd van de Sint-Hadelinusabdij van Hastière.
Wigerik was een broer van Frederik, abt van de rijksabdijen van Gorze en Saint-Vanne. Vermoedelijk was hij de zoon van graaf Odacar (ca. 850 - na 901) van de Bliesgouw en de Ardennengouw, die met Reinier I van Henegouwen succesvol tegen koning Zwentibold in opstand kwam. Odacar was zoon van graaf Wigirik (ca. 820 - na 877) van de Ardennengouw en zijn vrouw Eva.
Wigerik trouwde met Kunigunde van de Ardennen (ca. 890 - ca. 940). Kunigunde was waarschijnlijk een dochter van Irmintrud (dochter van Lodewijk de Stamelaar) en mogelijk van Reinier I van Henegouwen.
Wigerik en Kunigunde kregen de volgende kinderen:
- Frederik van de Ardennen (912 - 17 juni 978), eerste graaf van Bar en in 959 hertog van Opper-Lotharingen
- Adalbero van de Ardennen, bisschop van Metz 929 - 962 (vermeld ca.911/915, † 26 april 962)
- Giselbert van de Ardennen, graaf in de Ardennengouw
- Siegebert († na 947)
- Gozelo van de Ardennen, graaf in de Bidgouw († 19 april 942); ∞ 930 Uda van Metz (905 - 10 april 963), dochter van graaf Gerard van de Metzgau
- Siegfried van Luxemburg (915/917 - 15 augustus 998), eerste graaf van Luxemburg, graaf in de Moezelgouw

Soms wordt nog een Liutgarde genoemd, naar men aanneemt eerst gehuwd met Adalbert, graaf van Metz (Matfrieden) († 944), en vervolgens met Eberhard, graaf van Egisheim († 972/973)) en haar broer Hendrik, maar deze waren waarschijnlijk de kinderen van een andere Wigerik, zoon van Roric, die betuigd wordt in het gezagsgebied van graaf Wigerik (Bidgouw)
Na de dood van Lodewijk het Kind in 911 verwierp de adel van Lotharingen de soevereiniteit van Koenraad I en kozen Karel de Eenvoudige van West-Francië als hun koning. Aanvankelijk werd de militaire autoriteit in Lotharingen toegewezen aan graaf Reinier I van Henegouwen, maar na diens dood in 915 werd Wigerik paltsgraaf van Lotharingen. Er was in die tijd geen hertog van Lotharingen, als paltsgraaf voerde Wigerik ook de taken van hertog uit en was dus ook militair verantwoordelijke in Lotharingen.
Wigerik is in de periode 916 - 919 op een 19e januari overleden. Hij is begraven in de door hem gestichte Sint-Hadelinusabdij.
Kunigunde hertrouwde met Richwin van Verdun, zoon van Giselbert I van Maasgouw.

## Oorkondelijke vermeldingen
- Als graaf Widiacus in een koningsbrief van Zwentibold[4]
- Als graaf Wigericus met graaflijke bevoegdheid in de stad Trier in een oorkonde van Lodewijk het Kind (19 september 902)[5]
- Als Widricus, graaf in de Bidgouw (Trier, abdij van Sint-Maximin, 1 januari 909)[6]
- Oorkonde van Karel de Eenvoudige (te dateren tussen 911-915): graaf Windricus en zijn zoon Adalberon worden beleend met de voogdij over de Sint-Rumoldusabdij van Mechelen en het klooster van Hastière[7]
- Als paltsgraaf Widricus in een oorkonde van Karel de Eenvoudige in de palts te Herstal (19 januari 916)[8]
- In de omstreeks 1202 gefalsifieerde "stichtingsoorkonde" van de abdij van Hastière: Widericus, geantedateerd naar 656 (wellicht geredigeerd op basis van de oorspronkelijke stichtingsbrief van omstreeks 910). De nogal doorzichtige falsificatie had tot doel de stichting een allodiale oorsprong toe te schrijven, zodat het zich kon losmaken van het moederklooster, het Sint-Glodesindeklooster te Metz.[9] Uit hetzelfde falsum wordt afgeleid dat Wigerik (daarin betuigd als zoon van Ohacrius, Lothariensum duce) de zoon zou zijn van graaf Odacar (ca. 890):[10]